# Lex Pompeia de Transpadanis
La Lex Pompeia de Transpadanis è un provvedimento preso dal console Gneo Pompeo Strabone nell'89 a.C., riguardante le comunità italiche a nord del Po (e probabilmente anche alcune liguri a sud del fiume) rimaste fedeli a Roma durante la Guerra sociale. Essa concede a tali comunità il Diritto latino (ius Latii), cioè tramuta le loro terre in colonie latine, senza deduzione di nuovi coloni, ma concedendo ai suoi abitanti alcuni vantaggi giuridici legati al nuovo status (per esempio i magistrati locali possono acquisire la cittadinanza romana). Pare che Cremona e Aquileia, pur trovandosi a nord del Po, ricevettero invece la cittadinanza romana, essendo già colonie latine.
Tale provvedimento segue la Lex Plautia Papiria (89 a.C.), che ha intenti politici affini alla Lex Pompeia de Transpadanis, ma concerne la concessione della cittadinanza romana alle popolazioni a sud del Po.
Queste due leggi completano il processo di immissione dei novi cives provenienti dalle comunità italiche alleate a Roma nella guerra sociale. Con la Lex Roscia del 49 a.C. ai Transpadani verrà concessa la piena cittadinanza romana.